# Express de Coquitlam
L'Express de Coquitlam est une équipe de hockey sur glace de la Ligue de hockey de la Colombie-Britannique. L'équipe est basée à Coquitlam dans la province de la Colombie-Britannique au Canada. Elle a gagné la coupe de la Banque royale sous le nom d'Express de Burnaby en 2006.

## Histoire

L'ancien logo sous le nom «Express de Burnaby».

L'équipe est créée en 2001 et basée à Coquitlam. En 2005, elle déménage temporairement à Burnaby, pendant la réfection de sa patinoire, le Centre sportif Bill Copeland. Pendant cette délocalisation, elle prend le nom d'Express de Burnaby et remporte la coupe de la Banque royale en 2006. En 2010, elle revient à Coquitlam et reprend son nom d'origine.